# Вителий Младши
Авъл Вителий Германик Младши (на латински: Aulus Vitellius Germanicus junior; * 62/63; † декември 69, Рим) е син и престолонаследник на римския император Вителий. Той е син от втория брак с Галерия Фундана и има сестра Галерия Вителия.
Вителий Младши е представен от баща си в края на април или началото на май 69 г. в Лугдунум пред римските войски като наследник на трона. Шестгодишният Вителий не получава титлата цезар, заради голям дефект в говора, а получава, както самият император, титлата – Germanicus.
След премахването на баща му на 20 декември 69 г., Вителий Младши е убит преди края на годината по нареждане на Гай Лициний Муциан.